# Wahlen zum Repräsentantenhaus der Vereinigten Staaten 1874
Die Wahlen zum Repräsentantenhaus der Vereinigten Staaten 1874 fanden ab dem 1. Juni 1874 statt. Dabei wurden in den Vereinigten Staaten an verschiedenen Wahltagen die Abgeordneten des Repräsentantenhauses gewählt. Die Mehrheit der Staaten wählte am 3. November 1874. Die Wahlen waren Teil der allgemeinen Wahlen zum 44. Kongress der Vereinigten Staaten in jenem Jahr, bei denen auch ein Drittel der US-Senatoren gewählt wurden. Da die Wahlen etwa in der Mitte der zweiten Amtszeit des Republikanischen Präsidenten Ulysses S. Grant stattfanden (Midterm Election), galten sie auch als Votum über die bisherige Politik des Präsidenten.
Zu dieser Zeit bestanden die Vereinigten Staaten aus 37 Bundesstaaten. Es waren 293 Abgeordnete zu wählen. Die Sitzverteilung basierte auf der Volkszählung von 1870.
Bei den Wahlen mussten die Republikaner herbe Verluste hinnehmen. Sie verloren 96 Sitze und büßten ihre absolute Mehrheit ein. Auf der anderen Seite gewannen die Demokraten 94 Sitze hinzu. Damit konnten sie mit nunmehr 182 Abgeordneten die Mehrheit im Repräsentantenhaus stellen. Die Hauptgründe für diese enorme Verschiebung der Kräfteverhältnisse waren eine im Jahr 1873 ausgebrochene Wirtschaftskrise, die zum Zeitpunkt der Wahl immer noch anhielt. Die Wähler machten die Republikanisch geführte Bundesregierung dafür verantwortlich. Zum anderen gab es gegen die Regierung von Präsident Grant auch massive Korruptionsvorwürfe, die sich ebenfalls negativ auf das republikanische Wahlergebnis auswirkten. Der Umschwung zu Gunsten der Demokraten war auch ein Signal zum baldigen Ende der Reconstruction, das dann zwei Jahre später vollzogen wurde.
Wahlberechtigt und wählbar waren nur Männer. Frauen waren noch bis 1920 auf Bundesebene von Wahlen ausgeschlossen. Allmählich wurde aber vor allem in den Südstaaten das Wahlrecht durch Gesetze eingeschränkt, die dieses Recht an ein bestimmtes Steueraufkommen knüpften. Dadurch wurden ärmere Weiße vor allem aber viele Afro-Amerikaner wieder vom Wahlrecht ausgeschlossen.

## Wahlergebnis
- Demokratische Partei 182 (88) Sitze
- Republikanische Partei  103  (199) Sitze
- Sonstige: 8 (5) Sitze

Gesamt: 293
In Klammern sind die Ergebnisse der letzten Wahl zwei Jahre zuvor. Veränderungen im Verlauf der Legislaturperiode, die nicht die Wahlen an sich betreffen, sind bei diesen Zahlen nicht berücksichtigt, werden aber im Artikel über den 44. Kongress im Abschnitt über die Mitglieder des Repräsentantenhauses bei den entsprechenden Namen der Abgeordneten vermerkt. Das Gleiche gilt für Wahlen in Staaten, die erst nach dem Beginn der Legislaturperiode der Union beitraten. Daher kommt es in den Quellen gelegentlich zu unterschiedlichen Angaben, da manchmal Veränderungen während der Legislaturperiode in die Zahlen eingearbeitet wurden und manchmal nicht.